# Acontia nitidula
Acontia nitidula är en fjärilsart som beskrevs av Fabricius 1787. Acontia nitidula ingår i släktet Acontia och familjen nattflyn. Inga underarter finns listade i Catalogue of Life.